# Ширинов, Натик Бахадур оглы
Натик Бахадур оглы Ширинов (азерб. Natiq Bahadur oğlu Şirinov; род. 10 ноября 1975, Баку) — азербайджанский перкуссионист (барабанщик), играющий на нагаре. Лидер музыкального коллектива «Ритм-группа Натика Ширинова». Народный артист Азербайджана (2018).

## Биография
Всемирно известный знаток азербайджанской национальной музыки, мастер игры на нагаре. Даёт концерты по всему миру. Известен как инноватор стиля игры на нагаре, экспериментации с размерами и тактами. Первый ритм-композитор Азербайджана.
Вместе со своим музыкальным коллективом Натик Ширинов получил мировое признание и завоевал множество наград.
С 1999 года по 2007 год Натик Ширинов совершил гастрольное турне в составе фолк-группы Алима Гасымова. Сотрудничал с Мисирли Ахметом.
Ритм-группа Натига Ширинова выступала с концертами в США, Австрии, Германии, ОАЭ, Франции, Китае, Швейцарии, Иране, Италии.
Натиг Ширинов выступал в проектах Салмана Гамбарова, Исфара Сарабского, Эмиля Ибрагима.
В 2004 году группа Ширинова выступала совместно с Русланой.
В 2007 году на джазовом фестивале Натиг Ширинов выступил с Билли Кобэмом.
В сентябре 2007 года удостоен звания заслуженного артиста Азербайджана.

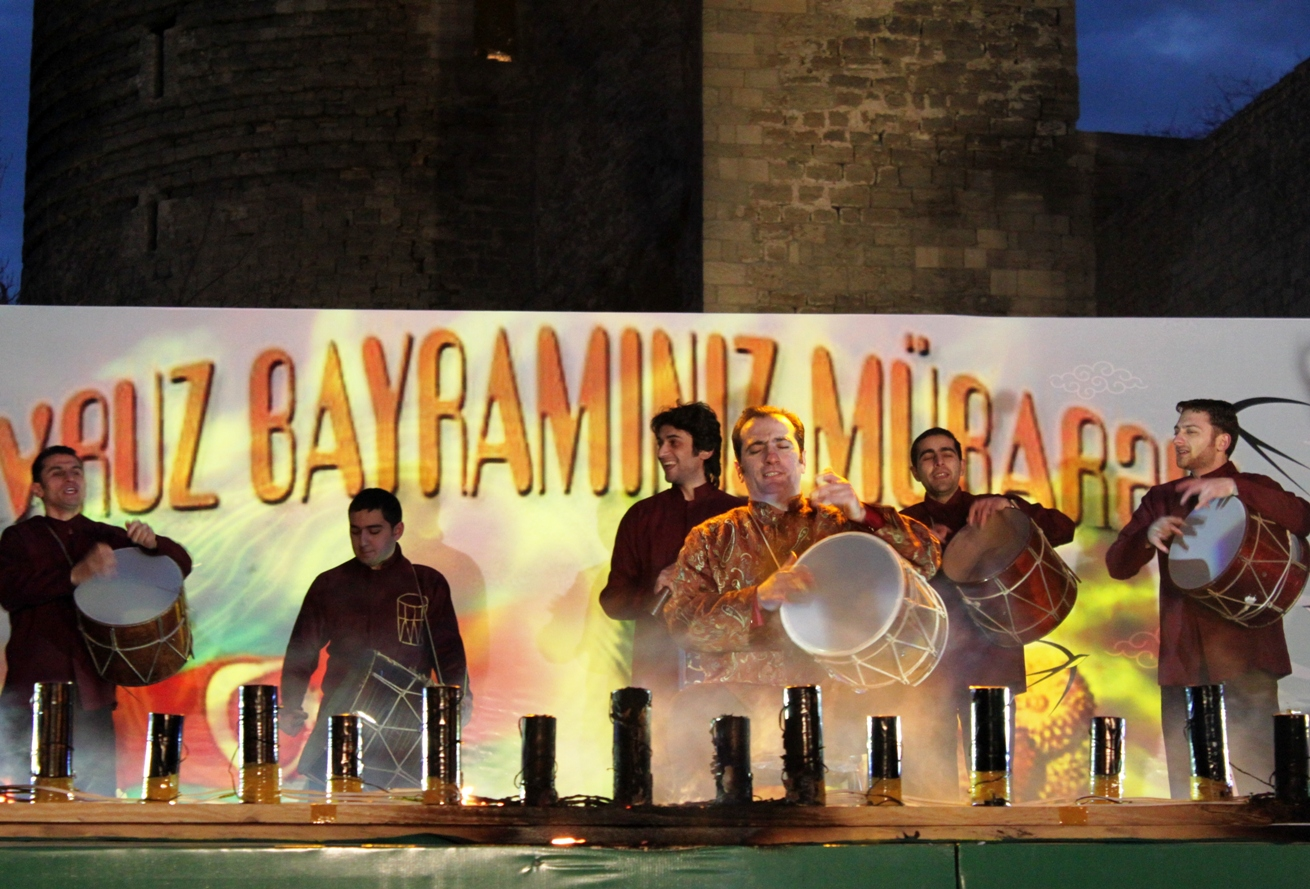
Натик Ширинов с группой «Ритм» во время праздника Новруз в Баку

## Дискография
- Мой мир I (2004)
- Мой мир II (2006)

## Фильмография
1. «Мост» (2003)
2. «Крепости Азербайджана. Дашкесан-Кедабек» (2008)